# Flächentarn

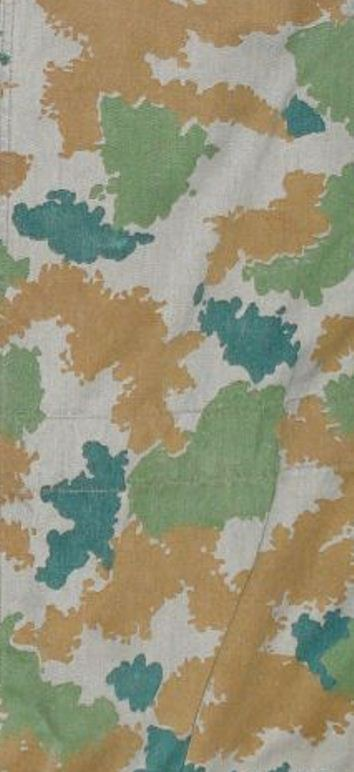
Patró Flächentarn

El Flächentarn (terme alemany: 'camuflatge facetat'), Flächentarnmuster ('patró mimètic facetat') o Flächendruck ('estampat facetat') fou un patró mimètic clapejat de la RDA consistent en fons gris clar i clapes mitjanes en verd turquesa, verd clar i ocre, amb la forma de les clapes suggerint fullatge lleugerament desenfocat.

## Versions
Al principi la coloració del Flächentarn presentava tons apagats, amb què l'efecte de conjunt era de dominància marró; a partir del 1962 fou de tons vius i més contrastats.

## Filiació
Tant pel disseny com per la coloració el Flächentarn és un patró del tot original, que no sembla deure res a cap patró precedent, ni tampoc sembla que hagi suscitat derivacions. Esporàdicament hi ha qui considera el Flächentarn com a derivació dels patrons clapejats de les Waffen-SS, hipòtesi que es refuta amb una simple comparació superficial. L'equívoc podria procedir del fet que Peterson (vegeu la bibliografia) inclou el patró al seu estudi sobre el camuflatge de les Waffen-SS, si bé, com hi especifica, ho fa per necessitat estrictament metodològica, sense pretendre que hi hagi filiació de cap mena.
No hem d'excloure la possibilitat que el Flächentarn inspirés les diverses variants d'un patró hongarès que la Camopedia anomena "de fulles", i que fou emprat per forces d'elit hongareses als anys setanta. Aquest patró recorda a grans trets el Flächentarn per la forma i dimensions de les clapes, però en divergeix força en el disseny concret i en la coloració.
Inversament, en el patró disruptive camouflage pattern (DCP), propi de l'uniforme australià DPCU (1986-2014), la coloració recorda força la del Flächentarn, però el disseny de les clapes sembla derivar del vell duck hunter estatunidenc, amb què l'aspecte conjunt és molt diferent.

## Denominació
Si bé el nom oficial del patró fou Flächentarn, els afeccionats a la militària i bastants erudits acostumen d'anomenar-lo Blumentarn ('camuflatge floral'); els soldats mateixos el coneixien pel sobrenom jocós de Kartoffelmuster ('patró patata'), potser perquè els recordava un sac de patates.

## Ús
Amb prototips de prova d'ençà 1956, el patró fou adoptat oficialment el 1957, en substitució del sobreuniforme de campanya en patró ameboide que hom usava d'ençà 1949.
El patró Flächentarn vigí de 1957 a 1965, i s'aplicà al sobreuniforme de campanya (Kampfanzug 57) de l'Exèrcit Nacional Popular (NVA) de la RDA, i també al dels guardafronteres. Al llarg dels anys aquest sobreuniforme conegué diverses versions amb diferències de detall quant al disseny, però a grans trets pot dir-se que consistia en sobrejaqueta-parca (Jacke) d'estil jaqueta de campanya, i en pantaló multibutxaca (Hose).

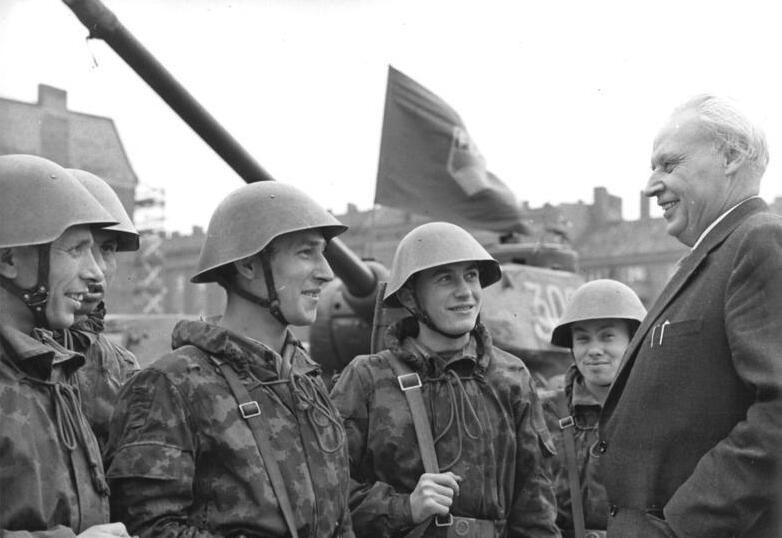
Soldats de l'NVA (1961) en sobreuniforme Flächentarn

Entre 1957 i 1964 la sobrejaqueta-parca duia caputxa (Kapuze) incorporada, la qual tenia com a funció, a banda de protegir de la pluja, cobrir i mimetitzar el casc. No inclogué mai muscleres fixes; a partir del 1963 duia dos ullets i una tira de roba sobre l'espatlla per a adjuntar-hi muscleres desmuntables, a manera de pales. El 1964 la sobrejaqueta-parca adoptà coll girat, i la caputxa passà a ésser separable i, en la pràctica, s'usà com a funda mimètica convencional; aquesta darrera versió fou classificada com a Kampfanzug 64 ('uniforme de campanya m. 1964').
Cal dir que, quant a disseny, l'uniforme en Flächentarn estava a l'avantguarda mundial: conjuntament amb el pluvial deszczyk polonès, fou dels primers del Pacte de Varsòvia a generalitzar una peça superior del tipus jaqueta de campanya, així com el pantaló multibutxaca, i dels primers del món que, adreçant-se al gruix d'un exèrcit i no tan sols a forces especials, dotava la peça superior de butxaques no tan sols frontals, sinó també a les mànigues.
Aquest sobreuniforme es duia per damunt de l'uniforme de diari, feldgrau; a l'estiu, però, es duia directament sobre la roba interior, en la pràctica.
El sobreuniforme en Flächentarn mancà de lligadura pròpia: normalment es duia amb casc, i, quan no, amb el casquet de caserna de diari (feldgrau), a l'estiu, i, a l'hivern, amb Wintermütze, una gorra d'orelleres lleugerament inclinada enrere, a manera de Feldkappe. El 1962 la lligadura d'hivern passà a ésser la uixanka, sota el mateix nom de Wintermütze.
A banda del sobreuniforme, el patró Flächentarn fou també un dels primers de la historia a ésser aplicat a la major part d'efectes d'equipament: no tan sols a fundes mimètiques i a la tenda-ponxo (Zeltbahn), com en els altres casos, sinó també a la motxilla, els portacarregadors, les cartutxeres, la bossa portagranades, les fundes de cantimplora i de pala, etc. (no pas, en canvi, al sarró, que restà monocolor).

## Supressió
El patró Flächentarn fou suprimit oficialment el 1965, en substituir-lo el patró pluvial Stricheldruck (impròpiament, Strichtarn). Els uniformes del nou patró, així com l'equipament adjunt, heretaren el disseny dels darrers en Flächentarn, de 1964; és per aquesta identitat de disseny que l'uniforme en Stricheldruck, nascut el 1965, fou classificat oficialment com a Kampfanzug 64.
La substitució efectiva del Flächentarn fou relativament ràpida, sobretot pel que fa als uniformes, si bé durant anys hom veié soldats de l'NVA uniformats de pluvial però amb equipaments en Flächentarn. Tot i això, cal constatar que continuaren confeccionant-se uniformes i equipaments en Flächentarn fins al 1970, per motius desconeguts.
Les existències de Flächentarn es reutilitzaren com a uniforme de feineig, i també, tenyides de negre, com a uniforme de presidiari.

## Popularitat
Oblidat o menystingut durant dècades, els darrers anys el patró Flächentarn s'ha posat de moda entre els col·leccionistes de militària (generalment sota el nom de Blumentarn, com vèiem més amunt). Com que el nombre de peces originals que ha pervingut és relativament escàs, això ha propiciat la reproducció de peces de tota mena en Flächentarn, fins al punt que també se'n comercialitzen d'inventades, és a dir, peces de vestir a què no fou aplicat mai aquest patró; per exemple, gorres d'estil Feldkappe (tot reproduint el disseny de la m. 43 nazi), camises, samarretes, etc.